# Есть такой народ
Есть такой народ (болг. Има такъв народ) — политическая партия в Болгарии, созданная телеведущим и певцом Слави Трифоновым. По самоопределению, движение было основано после референдума 2016 года и оформилось в протестную партию, название которой возникло от музыкального альбома Слави Трифонова и группы Ку-Ку бенд. Партия заявила о неприемлемости ни одной из политических сил в парламенте 2017 года.
Партия «Есть такой народ» критикует бедственное положение Болгарии, коррупцию, отсутствие свобод, препятствия бизнесу, отсталое здравоохранение, и предлагает популярные меры для улучшения положения в стране для каждой отрасли. На парламентских выборах в апреле 2021 года партия вышла на второе место (17,40 %, 51 мандат), уступив коалиции ГЕРБ-СДС и обогнав Болгарскую социалистическую партию (БСП). В результате партия получила 51 место из 240 в Народном собрании Болгарии. Из-за серьёзного бескомпромиссного противостояния партий между собой «Есть такой народ» превратилась в большую политическую силу, способную существенно повлиять на будущее правительство.
15 апреля 2021 года сформировался состав 45-го парламента (Народного Собрания) Болгарии, председателем была избрана Ива Митева от партии «Есть такой народ», шесть заместителей представляют по одной из всех шести парламентских партий.
На парламентских выборах в июле 2021 года партия «Есть такой народ» заняла первое место с 24,08 % голосов (65 мандатов), на выборах в ноябре 2021 года оказалась на пятом месте (9,6 %) на Парламентские выборы в Болгарии (2022)
не преодолела барьер в 3 %, набрав 2 %.

## Создание партии
Первоначально Трифонов попытался создать партию с названием «Нет такой державы» (болг. Няма такава държава), но Верховный кассационный суд отказал в создании партии на основании закона о политических партиях по причине несоответствия между эмблемой партии со встроенным национальным триколором, её словесным описанием и уставом. На следующий день Трифонов объявил, что изменяет название партии на «Есть такой народ» (болг. Има такъв народ).
Песня Нет такой державы (болг. Нема такава държава) группы Ку-Ку Бенд появилась в 2010 году с резкой критикой правительства, ситуации в стране и коррупции. Альбом Есть такой народ (болг. Има такъв народ) из нескольких песен лирического содержания той же группы Ку-Ку Бенд появился в 2016 году.

## Руководство
Избирается на Национальной конференции каждые 4 года, требуется обыкновенное большинство голосов.
Председатель:
- Слави Трифонов

Заместители председателя:
- Тошко Йорданов
- Ивайло Вылчев

Исполнительная комиссия:
- Тошко Йорданов
- Ивайло Вылчев
- Виктория Василева — секретарь
- Драгомир Петров
- Александр Вылчев
- Филип Станев

Арбитражно-контрольная комиссия:
- Иво Атанасов
- Андрей Михайлов
- Александр Рашев
- Румен Попов
- Пламен Данаилов
- Любомир Каримански
- Пламен Николов

## Результаты выборов
| Год           | Количество голосов | Голоса %     | Разница % | Представители | +/– |
| ------------- | ------------------ | ------------ | --------- | ------------- | --- |
| 2021 (апрель) | 565 014            | 17,66 % (#2) | —         | 51 из 240     | —   |
| 2021 (июль)   | 657 824            | 24,08 % (#2) | ▲6,42 %   | 65 из 240     | ▲14 |
| 2021 (ноябрь) | 247 586            | 9,52 % (#5)  | ▼14,56 %  | 25 из 240     | ▼30 |